# تاريخ الإسلام السياسي والديني والثقافي والاجتماعي (كتاب)

نص كتاب 1 - تاريخ الاسلام السياسي و الديني و الثقافي و الاجتماعي(1) انقر على الصورة للمطالعة

كتاب تاريخ إسلامي أكاديمي واسع الأنتشار للدكتور حسن إبراهيم حسن طبعت منه عشرات الطبعات ومترجم إلى عدد من اللغات.

## عرض الكتاب
اهتمت الدولة الإسلامية التي أنشأها النبي محمد واستمرت تحت مسمى الخلافة في الفترات الأموية والعباسية بالعلوم والمدنية كما اهتمت بالنواحي الدينية فكانت الحضارة الإسلامية حضارة تمزج بين العقل والروح فامتازت عن كثير من الحضارات السابقة. فالإسلام كدين عالمي يحض على طلب العلم ويعتبرهُ فريضة على كل مسلم ومسلمة، لتنهض أممه وشعوبه. فأي علم مقبول باستثناء العلم الذي يخالف قواعد الإسلام ونواهيه. والإسلام يكر...م العلماء ويجعلهم ورثة الأنبياء. وتتميز الحضارة الإسلامية بالتوحيد والتنوع العرقي في الفنون والعلوم والعمارة طالما لاتخرج عن نطاق القواعد الإسلامية. لأن الحرية الفكرية كانت مقبولة تحت ظلال الإسلام. وكانت الفلسفة يخضعها الفلاسفة المسلمون للقواعد الأصولية مما أظهر علم الكلام الذي يعتبر علماً في الإ لهيات. فترجمت أعمالها في أوروبا وكان له تأثيره في ظهور الفلسفة الحديثة وتحرير العلم من الكهنوت الكنسي فيما بعد. مما حقق لأوربا ظهور عصر النهضة بها. لهذا لما دخل الإسلام هذه الشعوب لم يضعها في بيات حضاري ولكنه أخذ بها ووضعها على المضمار الحضاري لتركض فيه بلا جامح بها أو كابح لها. وكانت مشاعل هذه الحضارة الفتية تبدد ظلمات الجهل وتنير للبشرية طريقها من خلال التمدن الإسلامي. فبينما كانت الحضارة الإسلامية تموج بديار الإسلام من الأندلس غربا لتخوم الصين شرقا في عهد الدولة الأموية كانت أوروبا وبقية أنحاء المعمورة تعيش في جهل وظلام حضاري.
وامتدت هذه الحضارة القائمة بعدما أصبح لها مصارفها وروافدها لتشع على بلاد الغرب وطرقت أبوابه. فنهل منها معارفه وبهر بها لأصالتها المعرفية والعلمية. مما جعله يشعر بالدونية الحضارية. فثار على الكهنوت الديني ووصاية الكنيسة وهيمنتها على الفكر الإسلامي حتى لا يشيع. لكن رغم هذا التعتيم زهت الحضارة الإسلامية وشاعت. وأنبهر فلاسفة وعلماء أوروبا من هذا الغيث الحضاري الذي فاض عليهم. فثاروا على الكنيسة وتمردوا عليها وقبضوا على العلوم الإسلامية كمن يقبض على الجمر خشية هيمنة الكنيسة التي عقدت لهم محاكم التفتيش والإحراق. ولكن الفكر الإسلامي تمكن منهم وأصبحت الكتب الإسلامية التراثية والتي خلفها عباقرة الحضارة الإسلامية فكراً شائعاً ومبهراً.
فتغيرت أفكار الغرب وغيرت الكنيسة من فكرها ومبادئها المسيحية لتسايرالتأثير الإسلامي على الفكر الأوربي وللتصدي للعلمانيين الذين تخلوا عن الفكر الكنسي وعارضوه وانتقدوه علانية. وظهرت المدارس الفلسفية الحديثة في عصر النهضة أو التنوير في أوروبا كصدى لأفكار الفلاسفة العرب. وظهرت مدن تاريخية في ظلال الحكم الإسلامي كالكوفة وحلب والبصرة وبغداد ودمشق والقاهرة والرقة والفسطاط والعسكر والقطائع والقيروان وفاس ومراكش والمهدية والجزائر وغيرها. كما خلفت الحضارة الإسلامية مدنا متحفية تعبر عن العمارة الإسلامية كإستانبول بمساجدها ودمشق والقاهرة بعمائرها الإسلامية وحلب وبخارى وسمرقند ودلهي وحيدر أباد وقندهار وبلخ وترمذ وغزنة وبوزجان وطليطلة وقرطبة وإشبيلية ومرسية وسراييفو وأصفهان وتبريز ونيقيا وغيرها من المدن الإسلامية

## قيل عن الكتاب
هذا كتاب تاريخ الإسلام السياسي والديني والثقافي والاجتماعي بأجزائه الأربعة للدكتور حسن إبراهيم حسن
طبعة منقحة مزودة بالفهارس الضرورية التي تسهل على الطالب الرجوع إلى مبتغاه بيسر وسهولة.
لقد لاقى هذا الكتاب الذي صدر منذ أكثر من نصف قرن رواجاً وإقبالاً من كافة مستويات القراء وطلاب المعرفة وهواة المطالعة
وخاصة من طلاب الدراسات التاريخية وكل قارئ عربي تواق لمعرفة تاريخ أمته ومنجزاتها في شتى ميادين الحضارة
منذ أن أضاءت الدنيا بنور الإسلام وعبر العصور.
هذا ولا تقتصر دراسة التاريخ ومطالعته للمعرفة والهواية فقط ولكن لاستخلاص العظات والعبر
فالتاريخ هو سياسة الماضي، وسياسة الماضي تاريخ المستقبل
قال تعالى -في معرض إخباره عن قرون خلت- : {إِنَّ فِي ذَلِكَ لَذِكْرَى لِمَنْ كَانَ لَهُ قَلْبٌ أَوْ أَلْقَى السَّمْعَ وَهُوَ شَهِيدٌ} [ق : 37].